# Grenze zwischen Kanada und den Vereinigten Staaten

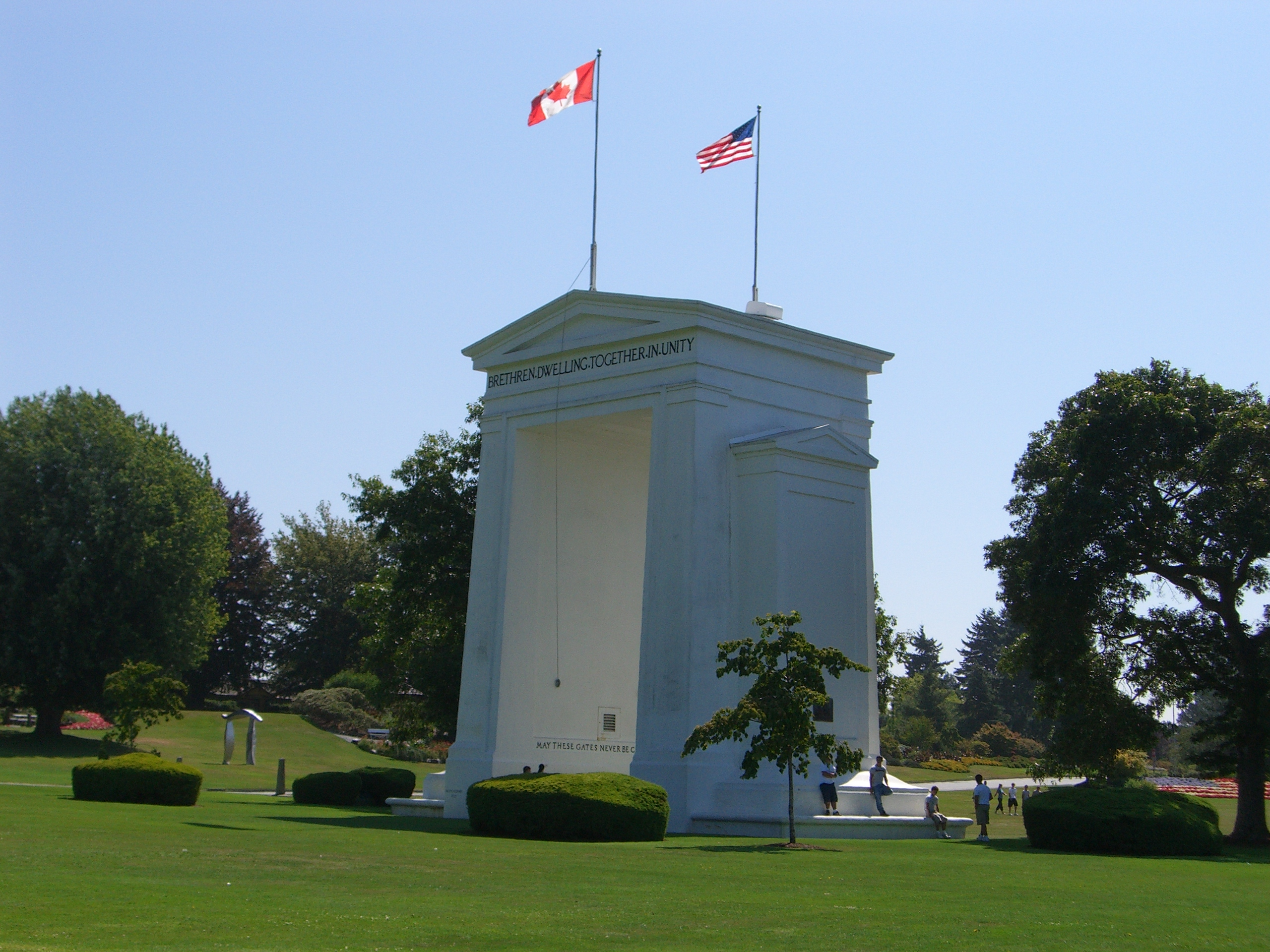
Die Peace-Arch-Grenze

Die Grenze zwischen Kanada und den Vereinigten Staaten ist mit 8891 Kilometern und 120 Übergängen die weltweit längste Grenze zwischen zwei Staaten. Diese Grenze – die von keiner Seite militärisch gesichert ist – führt über Land und kurze maritime Abschnitte im Küstenbereich des Atlantiks, des Pazifiks, des Arktischen Ozeanes und der Großen Seen. Davon entfallen 2487 Kilometer auf die Grenze zwischen Kanada und dem vom Hauptteil der Vereinigten Staaten getrennt im Norden liegenden US-Bundesstaat Alaska. Die südliche Grenze Kanadas zu den Vereinigten Staaten misst 6404 Kilometer. Dabei folgt sie westlich der kanadischen Provinz Ontario im Wesentlichen dem 49. Breitengrad. Die Endpunkte der südlichen Landgrenze sind die Passamaquoddy Bay am Atlantik im Westen und die Juan-de-Fuca-Straße am Pazifik im Osten. Die Endpunkte der Landgrenze Kanadas zu Alaska sind der Dixon Entrance im Süden und die Küste der Beaufortsee im Norden.

## Geschichte

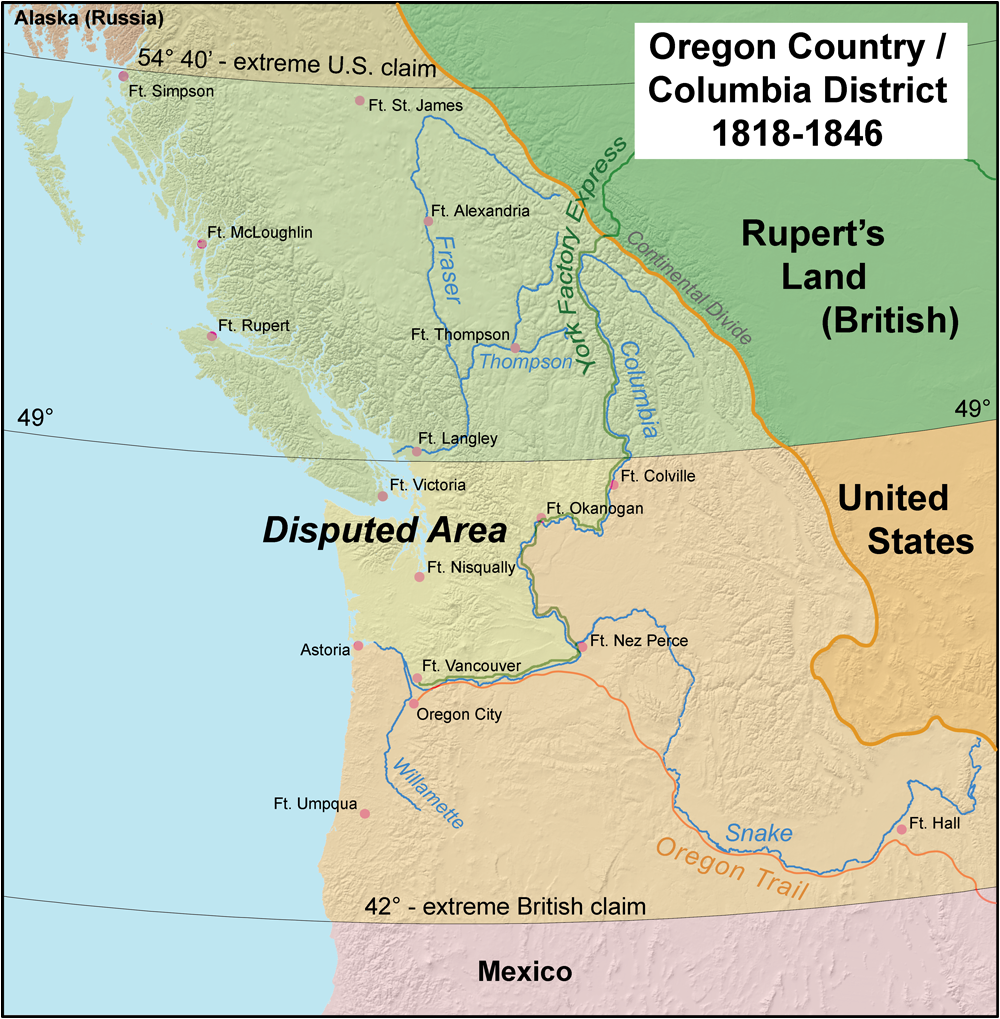
Der Distrikt Oregon Country/Columbia

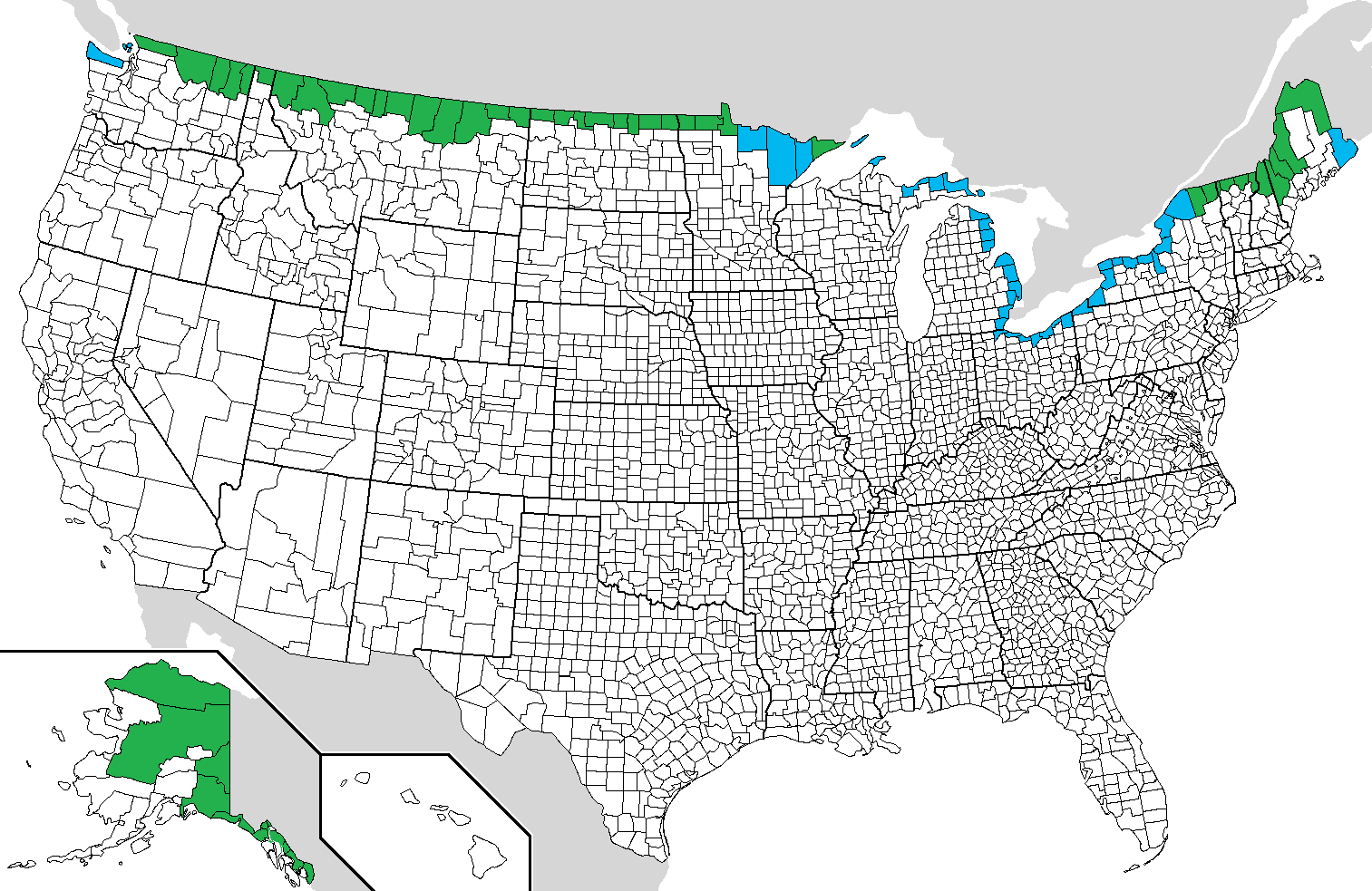
U.S.-Counties mit einer Land- oder Wassergrenze zu Kanada
Landgrenze
Wassergrenze

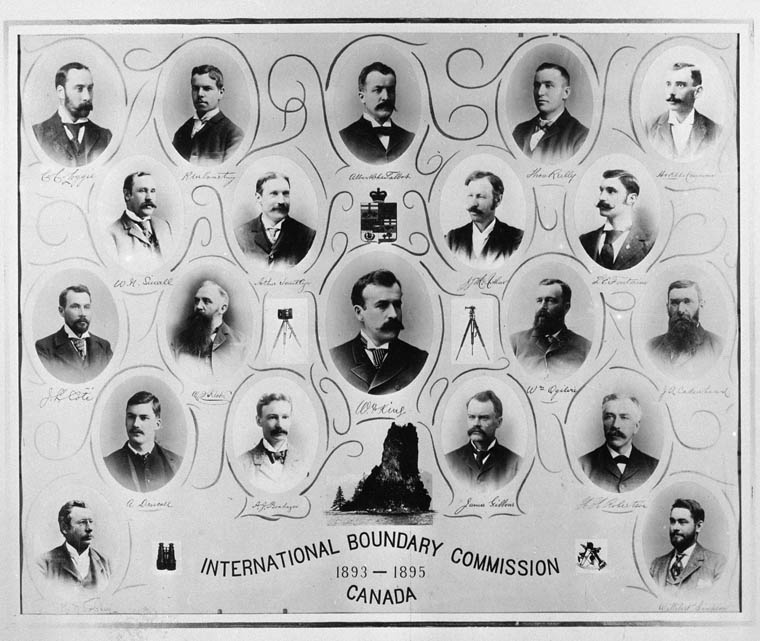
Mitglieder der International Boundary Commission 1892–95

Die derzeitige Grenze entstand 1783 mit dem Vertrag von Paris, der den Krieg zwischen dem Königreich Großbritannien und den abtrünnigen Dreizehn Kolonien, die sich zu den Vereinigten Staaten zusammenschlossen, beendete. Der Jay-Vertrag des Jahres 1794 schuf die International Boundary Commission, der die Überwachung und Kartierung der Grenze übertragen wurde. Streitigkeiten über die Auslegung der Grenzziehung führten 1838 zum sogenannten Aroostook-Krieg und als Folge 1842 zum Webster-Ashburton-Vertrag, mit dem die Grenze zwischen Maine und New Brunswick, beziehungsweise der Provinz Kanada deutlicher bestimmt wurde. Die Ausdehnung sowohl des Britischen Territoriums in Nordamerika als auch der Vereinigten Staaten nach Westen erfolgt westlich des Lake of the Woods bis zu den Rocky Mountains durch den Londoner Vertrag von 1818. Ein Grenzstreit um Oregon 1844 während der Präsidentschaft des US-Präsidenten James K. Polk führte zu der Forderung nach der Festlegung der US-Nordgrenze westlich der Rockies bei 54°40’ nördlicher Breite (im Zusammenhang mit der südlichen Grenze des Alaska-Territoriums Russlands), aber die Briten wollten eine Grenze, die bis zum Pazifik dem Columbia River folgt. Der Disput wurde mit dem Oregon-Kompromiss 1846 beigelegt, mit welchem der 49. Breitengrad als Grenzlinie durch die Rocky Mountains festgelegt wurde. Nach dem Schweinekonflikt von 1859 trat Kanada die San Juan Islands an die Vereinigten Staaten ab. 1903 legte ein gemeinsames Tribunal des Vereinigten Königreiches, Kanadas und der Vereinigten Staaten im Alaska-Grenzstreit die Grenze zwischen Kanada und Alaska fest. In zwei bilateralen Verträgen zwischen dem Vereinigten Königreich und den Vereinigten Staaten, die am 11. April 1908 und am 24. Februar 1925 in Washington, D.C. unterzeichnet wurden, wurde der International Boundary Commission die Aufgabe erteilt, die Grenze mit neuen Methoden der Landvermessung genau festzulegen.
1925 wurde die International Boundary Commission zu einer ständigen Organisation aufgewertet, deren Aufgabe die Erkundung und Kartierung der Grenze, der Unterhalt der Grenzmarkierungen (oder Bojen) sowie das Entfernen von Gestrüpp und höherer Vegetation in einem Streifen von sechs Metern (oder 20 Fuß) beiderseits der Grenzlinie ist.

## Grenzanteile der US-Bundesstaaten bzw. der Provinzen/Territorien
|     |                |                            |     |                         |                             |  |
| Nr. | US-Bundesstaat | Länge der Grenze zu Kanada | Nr. | Provinz und Territorium | Länge der Grenze zu den USA |  |
| 1   | Alaska         | 2475 km (1538 mi)          | 1   | Ontario                 | 2727 km (1682 mi)           |  |
| 2   | Michigan       | 1160 km (721 mi)           | 2   | British Columbia        | 2168 km (1347 mi)           |  |
| 3   | Maine          | 983 km (611 mi)            | 3   | Yukon                   | 1244 km (786 mi)            |  |
| 4   | Minnesota      | 880 km (547 mi)            | 4   | Quebec                  | 813 km (505 mi)             |  |
| 5   | Montana        | 877 km (545 mi)            | 5   | Saskatchewan            | 632 km (393 mi)             |  |
| 6   | New York       | 716 km (445 mi)            | 6   | New Brunswick           | 513 km (318 mi)             |  |
| 7   | Washington     | 687 km (427 mi)            | 7   | Manitoba                | 497 km (309 mi)             |  |
| 8   | North Dakota   | 499 km (310 mi)            | 8   | Alberta                 | 298 km (185 mi)             |  |
| 9   | Ohio           | 235 km (146 mi)            |     |                         |                             |  |
| 10  | Vermont        | 145 km (90 mi)             |     |                         |                             |  |
| 11  | New Hampshire  | 93 km (58 mi)              |     |                         |                             |  |
| 12  | Idaho          | 72 km (45 mi)              |     |                         |                             |  |
| 13  | Pennsylvania   | 68 km (42 mi)              |     |                         |                             |  |

## Sicherheit

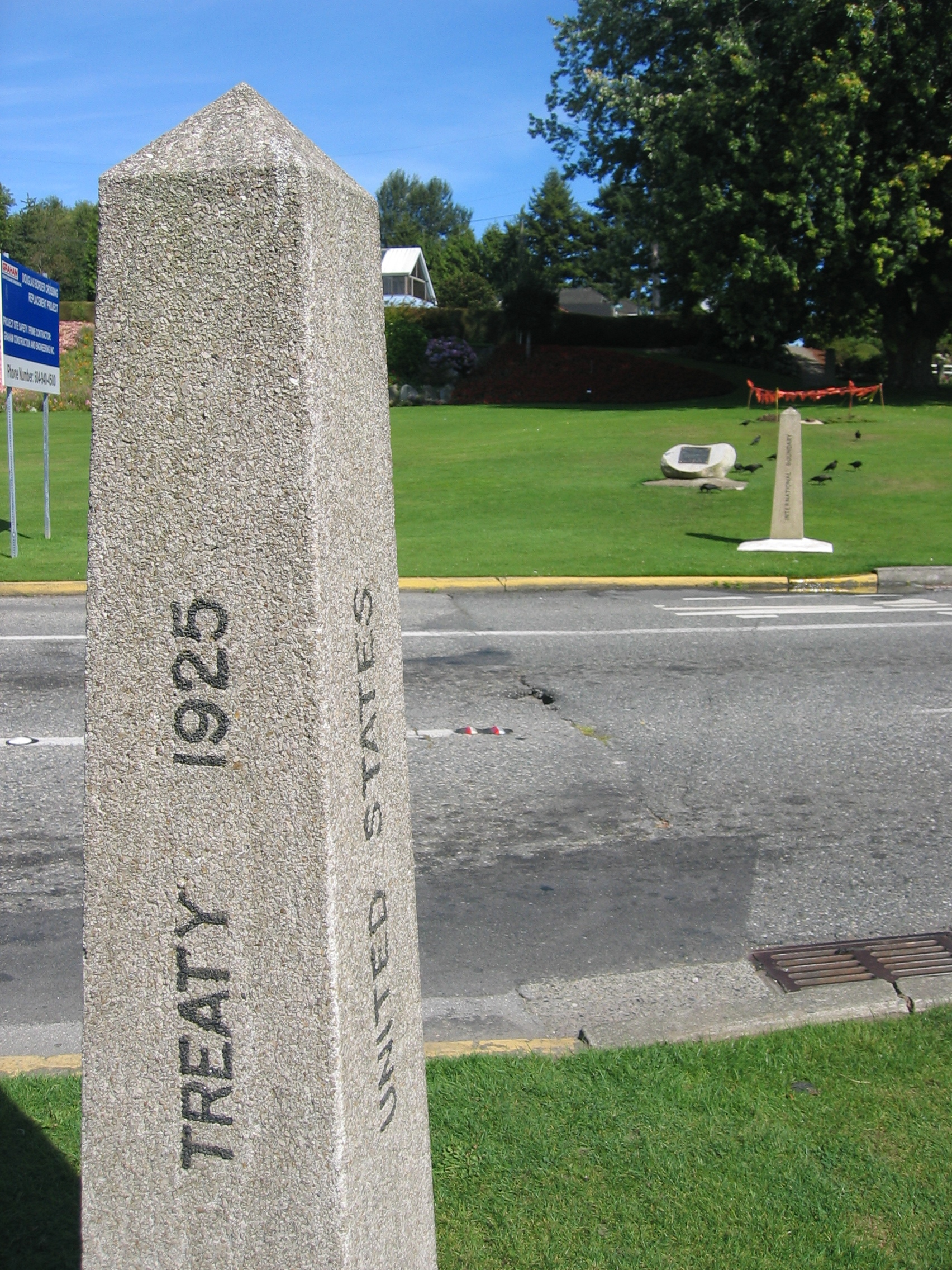
Grenzstein, der die Grenze zwischen Surrey, British Columbia und Blaine, Washington markiert.

Weitverbreitet wird die Grenze als der Welt längste nichtverteidigte Grenze bezeichnet, obwohl die Grenze tatsächlich bewacht wird, jedoch von Polizeikräften statt durch militärisches Personal. Die relativ niedrige Stufe der Sicherheitsmaßnahmen steht in starkem Kontrast zur Situation an der Grenze zwischen den Vereinigten Staaten und Mexiko, die nur ein Drittel der Länge der US-amerikanisch-kanadischen Grenze aufweist und vom US-Zoll und den Einwanderungsbehörden aktiv kontrolliert wird, um Mexikaner und andere Migranten von der illegalen Einreise in die Vereinigten Staaten abzuhalten.
Nach dem 11. September 2001 wurden von beiden Seiten die Sicherheitsüberwachungen entlang der Grenze wesentlich verschärft, sowohl in stark besiedelten als auch in ländlichen Gebieten. Beide Staaten betreiben den Austausch von detaillierten und weitreichenden Informationen der taktischen und strategischen Aufklärung. Es ist aber eine weit verbreitete Fehlannahme, dass die 19 Terroristen, die in die Anschläge am 11. September 2001 verwickelt waren, über die kanadische Grenze in die Vereinigten Staaten eingereist sind.
US-amerikanische und kanadische Grenzanlieger, denen Eigentum direkt an der Grenze gehört, sind dazu verpflichtet, den zuständigen Behörden die Errichtung von Grenzübergängen auf ihrem Land zu melden und diese werden von der International Boundary Commission überwacht. Wo es erforderlich ist, werden Zäune oder Fahrzeugsperren errichtet. Alle Personen, die die Grenze überschreiten, müssen sich den zuständigen Zoll- und Einreisebehörden in den beiden Staaten melden. In abgelegenen Gebieten, wo bemannte Grenzübergänge nicht vorhanden sind, gibt es versteckt angebrachte Sensoren an Straßen und auch in den Wäldern in der Nähe von Grenzübergängen oder an Trails und Eisenbahnen; es gibt aber nicht genügend Grenzpersonal auf beiden Seiten, um jedes Eindringen zu überprüfen und zu stoppen (siehe Michel-Jalbert-Zwischenfall)

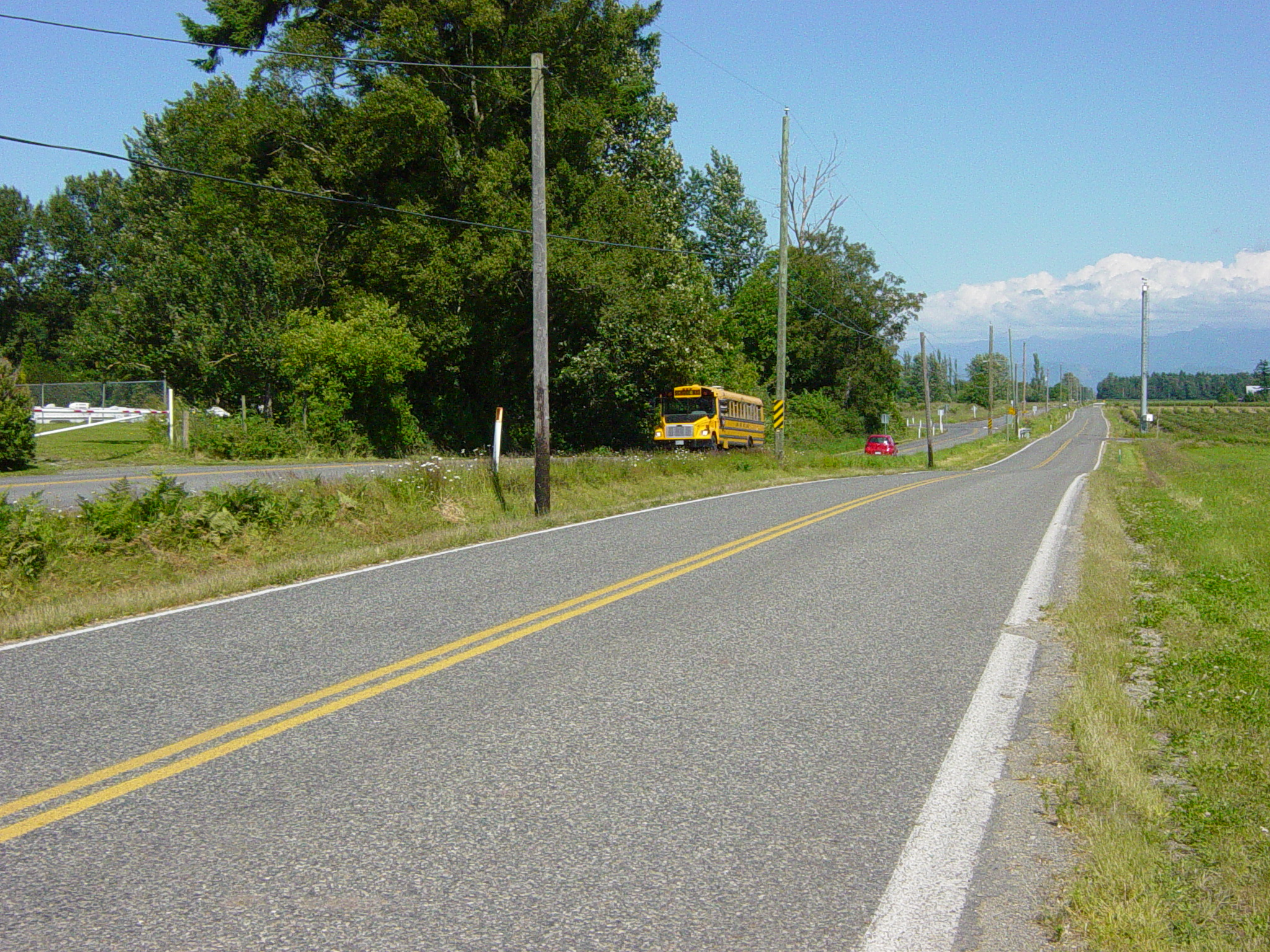
Die Grenze in der Nähe von Lynden, Vereinigte Staaten und Aldergrove, Kanada mit einem US-amerikanischen Überwachungsturm.

Teile der internationalen Grenze führen durch bergiges Terrain oder dicht bewaldetes Gebiet, aber wesentliche Abschnitte verlaufen über abgelegenes Präriefarmland, die Großen Seen und den Saint Lawrence River. Hinzu kommen maritime Abschnitte der Grenze im Atlantik, Pazifik und Arktischen Ozean. Die Grenze teilt das Reservat des Mohawkstammes Akwesasne. Die derzeitige Zahl des Personals, das auf US-amerikanischer und kanadischer Seite für die Sicherheit der Grenze verantwortlich ist, wird auf weniger als 1000 Personen geschätzt, die im Wesentlichen um die größeren Grenzübergänge postiert sind. Im Vergleich dazu gibt es über 17.000 Angehörige der US-Grenzsicherungseinheiten an der Grenze zwischen Mexiko und den Vereinigten Staaten.
In den letzten Jahren haben kanadische Behörden den Schmuggel von Zigaretten und Feuerwaffen von den Vereinigten Staaten nach Kanada beklagt und US-Beamte die Einfuhr illegaler Drogen aus Kanada. Der Menschenschmuggel zwischen beiden Ländern ist ein aktuelles Problem für die Grenzsicherheits- und Polizeibehörden, aber in weitaus geringerem Maße als an der Grenze zu Mexiko. Im Juli 2005 nahmen Polizeikräfte drei Männer fest, die einen 100 Meter langen Tunnel unter der Grenze zwischen British Columbia und Washington hindurch gegraben hatten, um ihn zum Schmuggel von Marihuana zu nutzen. Es handelte sich dabei um den ersten bekanntgewordenen Tunnel dieser Art an dieser Grenze.
Im Zuge der Vereinbarung Safe Third Country Agreement (STCA) von 2004 werden Personen zurückgewiesen, die an Grenzübergängen beider Staaten, aus dem jeweils anderen Staat kommend, Asylanträge stellen, da sie aus einem sicheren Drittstaat kommen. Nachdem sich während der Regierung Trump in den Vereinigten Staaten 2017 mehr als 20.500 Personen illegal aus den USA nach Kanada begeben hatten und dort Asyl beantragten, ohne jedoch dabei reguläre Grenzübergänge zu nutzen, erörtern Vertreter beider Seiten die Möglichkeit einer Änderung der STCA-Vereinbarung, um auch solche Asylbewerber abweisen zu können, die sich außerhalb von regulären Grenzübergangsstellen Zutritt nach Kanada verschaffen.

## Die Regelung des Verkehrs über die Grenze
Kanada und die USA bilden kein einheitliches Zollgebiet, sie sind Mitglieder von Nafta, der nordamerikanischen Freihandelszone. Staatsbürger dürfen die Grenze ohne Visum mit einem Pass überqueren. Die Grenze verfügt über 120 Grenzübergänge, weite Strecken laufen durch Wald und Nationalparks. Die Grenztruppen sind mit Allradfahrzeugen, bisweilen mit Pferden ausgerüstet. In den Wirtschaftsräumen von Ontario, Michigan, New York und Detroit überqueren etwa 570.000 Lastwagen monatlich die Grenze.
Um die Grenzformalitäten für den Handel zu beschleunigen, können Transportunternehmen u. ä. sich beim Free and Secure Trade Program (FAST) anmelden. Sie sind dann „zugelassene Wirtschaftsbeteiligte“, welche die Verzollung spätestens eine Stunde vor der Überfahrt regeln können, zum Beispiel über das elektronische System eManifest. Ein Barcode wird für die schnelle Grenzabfertigung erteilt. Auch das US-eigene elektronische Zollsystem Paps und das kanadische System Pars erfüllen diesen Zweck. Derart angemeldete LKW passieren auf extra FAST-Spuren die Grenze. Üblicherweise beträgt die Wartezeit zum Beispiel an der Grenze in Detroit über die Ambassador Bridge für nicht angemeldete Lastkraftwagen 20 Minuten.
In 25 Sekunden können PKW an vielen Stellen die Grenze passieren, wenn der Fahrer sich beim elektronischen Nexus-Programm angemeldet hat. Der Fahrer erhält danach einen biometrischen Ausweis als Ersatz für einen Pass, den ein RFID-Leser an der Station scannt. Auf besonderen Nexus-Autospuren, soweit vorhanden, überqueren solche Wagen die Grenze.
Alle Grenzübergänge zwischen Kanada und den Vereinigten Staaten, über die der Hauptverkehr läuft, sind grundsätzlich weithin sichtbare und deutlich abgesicherte Grenzanlagen. Im Winter gibt es sogar Kontrollen an den Ufern zugefrorener Seen.

## Wichtige Grenzbrücken und -tunnel
Von Ost nach West:

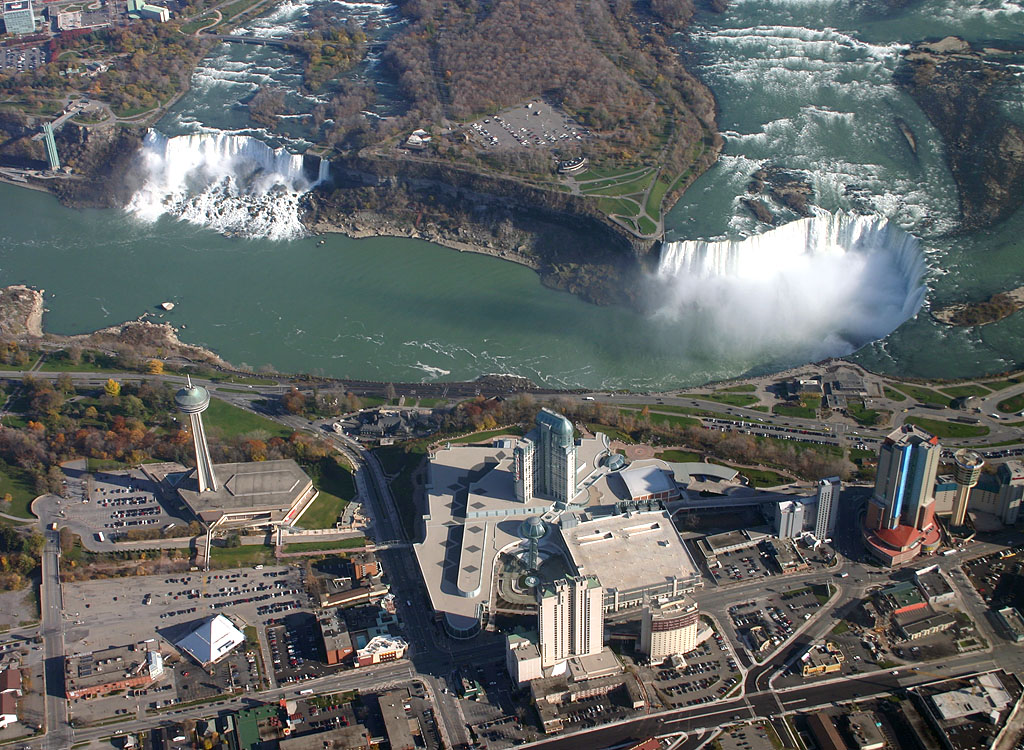
Luftbild der Niagarafälle. Die US-amerikanischen Niagarafälle sind links, die kanadischen rechts.

- Clair–Fort Kent Bridge – Clair (New Brunswick) und Fort Kent (Maine)
- Seaway International Bridge – Cornwall (Ontario) und Massena (New York)
- Ogdensburg-Prescott International Bridge – Ogdensburg (New York) und Johnstown (Ontario)
- Thousand Islands Bridge – Wellesley Island (New York) und Hill Island (Ontario)
- Queenston-Lewiston Bridge – Queenston (Ontario) und Lewiston (New York)
- Whirlpool Rapids Bridge – Niagara Falls (Ontario) und Niagara Falls (New York)
- Rainbow Bridge – Niagara Falls (Ontario) und Niagara Falls (New York)
- Peace Bridge – Fort Erie (Ontario) und Buffalo (New York)
- Ambassador Bridge – Windsor (Ontario) und Detroit (Michigan)
- Michigan Central Railway Tunnel – Windsor (Ontario) und Detroit, Michigan
- Detroit-Windsor Tunnel – Windsor (Ontario) und Detroit (Michigan)
- Blue Water Bridge – Port Huron (Michigan) und Sarnia (Ontario)
- Sault Ste. Marie International Bridge – Sault Ste. Marie (Michigan) und Sault Ste. Marie (Ontario)
- Baudette-Rainy River International Bridge – Baudette (Minnesota) und Rainy River (Ontario)
- Fort Frances–International Falls International Bridge – Fort Frances und International Falls (Minnesota)
- St. Clair Tunnel – Port Huron (Michigan) und Sarnia (Ontario)

## Verbliebene Grenzdispute
- Machias Seal Island und North Rock (Maine/New Brunswick)
- Dixon Entrance (Alaska/British Columbia)
- Beaufort Sea (Alaska/Yukon)
- Strait of Juan de Fuca (Washington/British Columbia)

## Andere Grenzübergänge (Flughäfen, Seehäfen)
Die Vereinigten Staaten unterhalten Einreiseeinrichtungen, United States border preclearance genannt, an kanadischen Flughäfen mit internationalen Flugverbindungen in die Vereinigten Staaten (Calgary, Edmonton, Kelowna, Montréal, Ottawa, Saskatoon, Toronto, Vancouver, Winnipeg, und Halifax). Dies ermöglicht Flügen mit Ursprung in Kanada die Landung auf US-Flughäfen ohne Behandlung bei der Einreise als internationale Flüge. Ähnliche Regelungen gibt es an wichtigen kanadischen Seehäfen, die verplombte direkte Lieferungen in die Vereinigten Staaten abfertigen. Kanada unterhält keine solchen Einrichtungen, da die Zahl der jeweiligen Abflüge in Richtung Kanada aufgrund der größeren Auswahl von Ursprungsflughäfen geringer ist. Wenn am Hauptbahnhof von Vancouver Passagiere in den Amtrak Cascades nach Seattle einsteigen, müssen sie durch die Passkontrolle und ihr Gepäck wird durchleuchtet, bevor sie den Zug besteigen können, der vor der Grenze keine weiteren Halte macht. Dies geschieht aber nicht bei den stark frequentierten Verbindungen zwischen Montreal (The Adirondack) beziehungsweise Toronto (The Maple Leaf) und New York City, da diese Bahnverbindungen Zwischenhalte im Abschnitt von Montreal bzw. Toronto zur Grenze haben. Stattdessen müssen die Passagiere die Grenzformalitäten bei einem Halt an der Grenze abwickeln. Verschiedene Ozean-Fähren verkehren zwischen den Provinzen New Brunswick oder Nova Scotia und Maine sowie zwischen British Columbia und Washington oder Alaska. Es gibt auch mehrere Fährverbindungen auf den Großen Seen zwischen Ontario und den US-Bundesstaaten New York und Ohio.

### Grenzüberschreitende Flugplätze
Eine Besonderheit der kanadisch-US-amerikanischen Grenze ist, dass insgesamt sechs Flugplätze auf dem Gebiet beider Staaten liegen.
Diese Flugplätze sind:
- der Piney Pinecreek Border Airport in Manitoba und Minnesota. Die Rollbahn, welche in nordwestlicher bzw. südöstlicher Richtung verläuft, kreuzt die Grenze. Der Flugplatz hat auch zwei Rampen, je eine in den Vereinigten Staaten und in Kanada
- der International Peace Garden Airport in Manitoba und North Dakota. Das Rollfeld liegt gänzlich auf US-amerikanischem Gebiet, es hat jedoch eine Piste nach Kanada, um zum kanadischen Zoll zu gelangen
- der Coronach/Scobey Border Station Airport in Saskatchewan und Montana. Die in ost-westlicher Richtung angelegte Landebahn liegt exakt auf der kanadisch-US-amerikanischen Grenze
- der Coutts/Ross International Airport in Alberta und Montana. Wie beim Coronach/Scobey Border Station Airport liegt die Landebahn genau auf der Grenze
- der Del Bonita/Whetstone International Airport in Alberta und Montana. Ebenso wie bei den beiden vorigen Flughäfen verläuft die Landebahn exakt auf der kanadisch-US-amerikanischen Grenze
- der Avey Field State Airport in Laurier, US-Bundesstaat Washington. Der Privatflugplatz liegt größtenteils auf US-amerikanischem Territorium, aber etwa 100 Meter der Landebahn liegen auf kanadischem Boden in der Provinz British Columbia. Hier befindet sich sowohl eine Dienststelle des US-amerikanischen als auch des kanadischen Zolls.

## Regelungen für Indigene
Auf Grund zwischenstaatlicher Verträge haben die Angehörigen indigener Gruppen, wenn sich deren historisches Territorium z. B. über beide Nationalstaaten erstreckt, erleichterte Transitmöglichkeiten, in der Regel ohne besondere Passkontrolle. Den dadurch möglichen Missbrauch durch Schmuggler bzw. im Extremfall durch Schwerverbrecher, die sich der Strafe durch einfachen Grenzwechsel entziehen, thematisiert in romanhafter Form Wajdi Mouawad in Anima. Den Leitern indigener Gruppen ist das Problem bewusst, sie ergreifen etwa eigene Straf- und Verfolgungsmaßnahmen, und sie versuchen, es möglichst klein zu halten, um das Privileg nicht zu gefährden.